# What You See Is What You Sweat
| Оценки критиков               | Оценки критиков |
| Источник                      | Оценка          |
| ----------------------------- | --------------- |
| AllMusic                      | [ 1 ]           |
| Encyclopedia of Popular Music | [ 2 ]           |

What You See Is What You Sweat — тридцать третий студийный альбом американской певицы Ареты Франклин, выпущенный 25 июня 1991 года на лейбле Arista Records. Альбом показал слабые результаты продаж в США, где достиг только 153-го места в Billboard 200, при этом ни один из синглов вовсе не попал в Billboard Hot 100. Критики также дали смешанную оценку альбому.

## Список композиций
| №                   | Название                                          | Автор(ы)                                                            | Продюсер                          | Длительность |
| ------------------- | ------------------------------------------------- | ------------------------------------------------------------------- | --------------------------------- | ------------ |
| 1.                  | «Everyday People»                                 | Слай Стоун                                                          | Нарада Майкл Уолден               | 3:50         |
| 2.                  | «Ever Changing Times» (дуэт Майклом Макдональдом) | Берт Бакарак, Билл Конти, Кэрол Байер-Сейджер                       | Берт Бакарак, Кэрол Байер-Сейджер | 4:54         |
| 3.                  | «What You See Is What You Sweat»                  | Дэвид Конли, Деррик Куллер, Джен Леннон, Джошуа Томпсон             | Дэвид Конли, Дэвид Таунсенд       | 4:24         |
| 4.                  | «Mary Goes Round»                                 | Эллиот Вульф, Оливер Лейбер                                         | Эллиот Вульф, Оливер Лейбер       | 3:06         |
| 5.                  | «I Dreamed a Dream»                               | Ален Бублиль, Херберт Крецмер, Жан-Марк Натель, Клод-Мишель Шёнберг | Дэвид Конли                       | 4:17         |
| 6.                  | «Someone Else’s Eyes»                             | Брюс Роберт, Берт Бакарак, Кэрол Байер-Сейджер                      | Берт Бакарак, Кэрол Байер-Сейджер | 4:57         |
| 7.                  | «Doctor’s Orders» (дуэт с Лютером Вандроссом)     | Лютер Вандросс, Хуберт Эвес III                                     | Лютер Вандросс                    | 4:35         |
| 8.                  | «You Can’t Take Me for Granted»                   | Арета Франклин                                                      | Арета Франклин                    | 5:12         |
| 9.                  | «What Did You Give»                               | Арета Франклин                                                      | Мишель Легран                     | 5:01         |
| 10.                 | «Everyday People» (Shep Pettibone Remix)          | Слай Стоун                                                          | Нарада Майкл Уолден, Шеп Петтибон | 4:07         |
| Общая длительность: | Общая длительность:                               | Общая длительность:                                                 | Общая длительность:               | 44:29        |

## Чарты
| Чарт (1991)                            | Высшая позиция |
| -------------------------------------- | -------------- |
| Австрия (Ö3 Austria)                   | 34             |
| Норвегия (VG-lista)                    | 14             |
| США (Billboard 200)                    | 153            |
| США (Billboard Top R&B/Hip-Hop Albums) | 28             |
| Швейцария (Schweizer Hitparade)        | 26             |
| Швеция (Sverigetopplistan)             | 19             |